# Malācheh
Malācheh (persiska: ملاجه, Malākeh) är en ort i Iran.   Den ligger i provinsen Khuzestan, i den västra delen av landet, 700 km söder om huvudstaden Teheran. Malācheh ligger 5 meter över havet och antalet invånare är 585.
Terrängen runt Malācheh är mycket platt. Runt Malācheh är det ganska tätbefolkat, med 139 invånare per kvadratkilometer. Närmaste större samhälle är Abadan, 7,9 km nordväst om Malācheh. Trakten runt Malācheh är ofruktbar med lite eller ingen växtlighet.